# Nyctaginaceae
A família Nyctaginaceae, descrita em 1789 por Antoine Laurent de Jussieu (Juss.), pertence à ordem de plantas angiospérmicas Caryophyllales. Trata-se de ervas, árvores, arbustos, com flores vistosas de grande potencial ornamental e medicinal, destacando-se os gêneros Boerhavia, Bougainvillea, e Mirabilis (a famosa planta “maravilha”).

## Descrição botânica
A família Nyctaginaceae possui representantes arbustos, árvores e herbáceas. As folhas são opostas ou alternas, simples e sem estípulas. É caracterizada pelo antocarpo que se origina do espessamento da região basal das sépalas, onde se encerra o fruto, este último de caráter membranáceo.

## Diversidade taxonômica
As Nyctaginaceae contém 30 gêneros, com cerca de 400 espécies, e são encontradas em geral nas regiões quentes do globo, mas em maior diversidade nas extensões do neotrópico e do oeste árido da América do Norte. No neotrópico, em maioria concentram-se os arbustos e árvores de baixo porte dos gêneros Neea, Guapira, e Pisonia, além de outros gêneros endêmicos da América do Sul. Já na América do Norte a variedade em nível genérico é maior, onde localizam-se as espécies mais reconhecidas. A quantidade de espécies em cada gênero de Nyctaginaceae segue um padrão de diversidade chamado "curva oca" (hollow curve), e, no geral, a maioria das espécies são raras. Os poucos gêneros grandes são diferentes em relação à distribuição geográfica e variam morfologicamente. Porém, também existem muitos gêneros de baixa diversidade.

### Gêneros
| - Abronia - Acleisanthes - Allionia - Ammocodon - Andradea - Anulocaulis | - Belemia - Boerhavia - Bougainvillea - Caribea - Cephalotomandra - Colignonia | - Commicarpus - Cryptocarpus - Cuscatlania - Cyphomeris - Guapira - Grajalesia | - Izabalaea - Leucaster - Mirabilis - Neea - Neeopsis - Nyctaginia - Okenia - Phaeoptilum | - Okenia - Phaeoptilum - Pisonia - Pisoniella - Ramisia - Reichenbachia - Salpianthus - Selinocarpus - Tripterocalyx |

## Relações filogenéticas

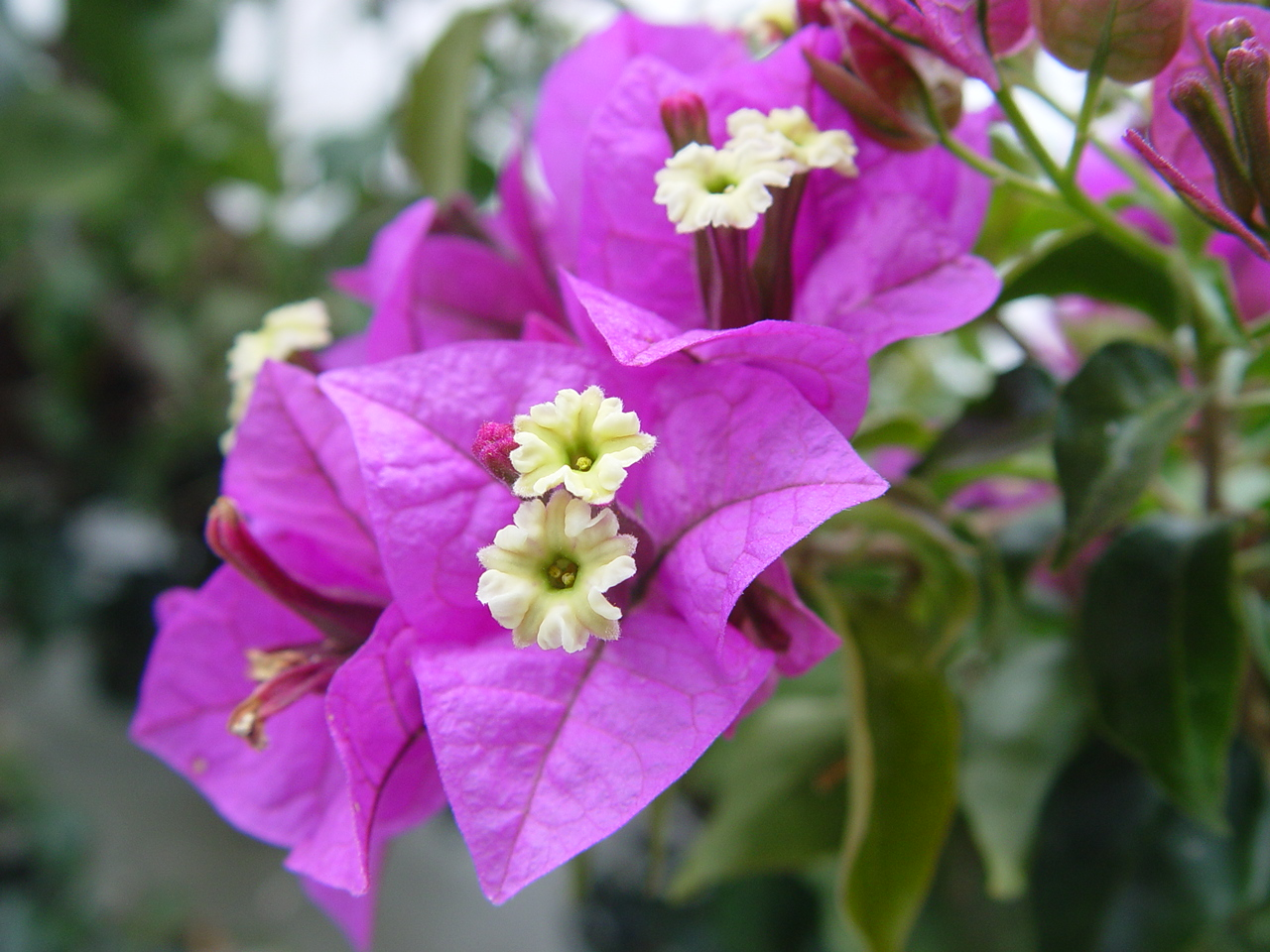
Bougainvillea glabra. Família: Nyctaginaceae

Família pertencente à ordem Caryophyllales, inclui 7 tribos: Boldoeae, Bougainvilleae, Caribeeae, Colignonieae, Nyctagineae, Leucastereae e Pisonieae,  que suportam aproximadamente 30 gêneros divididos entre 300-400 espécies. Antigamente, Nyctaginaceae estava inclusa na ordem Centrospermae, juntamente com outros representantes de ovário súpero, mas foi alocada na ordem Caryophyllales, onde permanece até os dias atuais. O monofiletismo de Nyctaginaceae é sustentado pela presença de antocarpo, este apresentado como autapomorfia do grupo. Essa família é irmã da Família Phytolaccaceae, compartilhando um caractere que é a presença de um único óvulo por placentação basal do carpelo.

## Morfologia[4]
Em geral, trata-se de ervas, arbustos, árvores e lianas.

### Folhas
As folhas são opostas simples, alternadas, geralmente desiguais em tamanho, com pecíolos presentes e as estípulas são ausentes.

### Caule
Alguns apresentam intumescências nas regiões proximais aos nós, onde há representantes que possuam espinhos.

### Flor
Geralmente cimosa; suas flores podem ser vistosas, unissexuadas (raramente) ou bissexuadas, actinomorfas, monoclamídeas; às vezes protegidas por brácteas (Bougainvillea) ou parecido com um cálice (Mirabilis), cálice (3-)5(-8)-mero, petaloide em geral, gamossépalo, as sépalas podem estar fusionadas formando um túbulo; com prefloração valvar; os estames apresentam o mesmo número das sépalas, dificilmente em número menor ou maior, frequentemente conados, anteras rimosas; disco nectarífero presente; ovário súpero, unicarpelar, uniovulado. 

### Fruto
O fruto é do tipo antocarpo, indeiscente, carnoso ou coriáceo, apresentando aspecto glandular e viscoso, às vezes possuindo caráter alado. Podem ser pontiagudos.

#### Sementes
As sementes não apresentam arilo, o embrião formado é curvo ou reto. O endosperma escasso, em contrapartida, o perisperma se faz abundantemente presente, de aspecto raramente gelatinoso ou farináceo

## Reprodução
As flores unissexuais podem estar presentes ou ausentes. Em geral é monoico. As flores dessa família são polinizadas por borboletas ou por himenópteros (abelhas, vespas ou formigas e até por mariposas), enquanto que os pássaros apenas pilham as flores, não constituindo-se como polinizadores legítimos. A dispersão de suas sementes pode ser realizada pelo vento (anemocoria), endozoocoria ou epizoocoria.

## Distribuição
Nyctaginaceae está presente nos climas tropicais e subtropicais, sendo muito presente no México, Antilhas, América Central e Sul.

### Ocorrência no Brasil[5]
Das sete tribos, quatro ocorrem no território brasileiro, em 11 gêneros, sendo quatro endêmicos (Andradea, Leucaster e Ramizia - Tribo Leucastereae; Belemia - Tribo Bougainvilleae) da floresta atlântica do Sudeste. Dois gêneros (Mirabilis e Boerhavia) são compostos por espécies consideradas naturalizadas, de ampla dispersão no mundo. Os gêneros Guapira, Pisonia, Neea (Tribo Pisonieae) e Bougainvillea (Tribo Bougainvilleae) são os mais ricos em espécies e estão distribuídos por diversas regiões do Brasil. Já Reichenbachia (Leucastereae) ocorre no Brasil em áreas de Mato Grosso do Sul próximas da fronteira do Brasil com Bolívia e Paraguai.
| Região Norte Gênero Boerhavia Gênero Bougainvillea Gênero Guapira Gênero Mirabilis Gênero Neea Gênero Pisonia Gênero Guapira Gênero Mirabilis Gênero Neea Gênero Pisonia | Região Norte Gênero Boerhavia Gênero Bougainvillea Gênero Guapira Gênero Mirabilis Gênero Neea Gênero Pisonia Gênero Guapira Gênero Mirabilis Gênero Neea Gênero Pisonia | Região Nordeste Gênero Ramisia Gênero Boerhavia Gênero Bougainvillea Gênero Guapira Gênero Mirabilis Gênero Neea Gênero Pisonia Gênero Andradea | Região Nordeste Gênero Ramisia Gênero Boerhavia Gênero Bougainvillea Gênero Guapira Gênero Mirabilis Gênero Neea Gênero Pisonia Gênero Andradea | Região Centro-Oeste Gênero Boerhavia Gênero Bougainvillea Gênero Guapira Gênero Mirabilis Gênero Neea Gênero Pisonia Gênero Reichenbachia | Região Sudeste: Gênero Leucaster Gênero Ramisia Gênero Boerhavia Gênero Bougainvillea Gênero Belemia Gênero Guapira Gênero Mirabilis Gênero Neea Gênero Pisonia Gênero Andradea | Região Sul: Gênero Boerhavia Gênero Bougainvillea Gênero Guapira Gênero Mirabilis Gênero Neea Gênero Pisonia |

### Lista de espécies brasileiras
| - Andradea floribunda Allemão - Leucaster caniflorus (Mart.) Choisy - Belemia fucsioides Pires - Ramisia brasiliensis Oliv. - Boerhavia coccinea Mill. - Boerhavia diffusa L. - Boerhavia erecta L. - Bougainvillea campanulata Heimerl - Bougainvillea fasciculata Brandão - Bougainvillea glabra Choisy - Bougainvillea malmeana Heimerl - Bougainvillea rubriflora Brandão | - Bougainvillea spectabilis Willd. - Guapira areolata (Heimerl) Lundell - Guapira campestris (Netto) Lundell - Guapira cuspidata (Heimerl) Lundell - Guapira graciliflora (Mart. ex Schmidt) Lundell - Guapira hirsuta (Choisy) Lundell - Guapira laxa (Netto) Furlan - Guapira nitida (Mart. ex J.A.Schmidt) Lundell - Guapira noxia (Netto) Lundell - Guapira obtusata (Jacq.) Little - Guapira opposita (Vell.) Reitz - Guapira pernambucensis (Casar.) Lundell - Guapira tomentosa (Casar.) Lundell - Guapira venosa (Choisy) Lundell | - Mirabilis jalapa L. - Neea alumnorum M. Pignal, Soares Filho & Romaniuc - Neea clarkii Steyerm. - Neea duckei (Huber) Furlan - Neea floribunda Poepp. & Endl. - Neea grandis Maguire & Steyerm. - Neea hermaphrodita S.Moore - Neea hirsuta Poepp. & Endl. - Neea itanhaensis E.F.S.Rossetto & J.R.Ferraz - Neea laxa Poepp. & Endl. - Neea macrophylla Poepp. & Endl. - Neea madeirana Standl. - Neea obovata Spruce ex Heimerl - Neea oppositifolia Ruiz & Pav. - Neea ovalifoli Spruce ex J.A.Schmidt | - Neea parviflora Poepp. & Endl. - Neea pendulina Heimerl - Neea robusta Steyerm. - Neea theifera Oerst. - Neea uleana (Heimerl) Furlan - Neea verticillata Ruiz & Pav. - Pisonia aculeata L. - Pisonia ambigua Heimerl - Pisonia subcordata Sw. - Pisonia zapallo Griseb. - Reichenbachia hirsuta Spreng. - Reichenbachia paraguayensis (D.Parodi) Dugand & Daniel |

## Adaptação/Caracteres Evolutivos
Na América no Norte ocorre o clado xerófila, sendo muito conhecido devido a sua abundância em condições secas ou desérticas, utilizando a via metabólica C4. A diversificação do clado xerófila pode ter começado no Oligoceno e Mioceno. 

## Importância Econômica
No gênero Boerhaavia, tem-se a espécie Boerhaavia diffusa, sendo uma planta invasora de cultura. É muito utilizada como uma planta medicinal, conhecida como Erva-Tostão, mas pode ser identificada também pelos nomes Batata-de-porco, Pega-pinto e Tangaraca, tendo como principal função, expulsar os vermes, particularmente contra lombrigas, ou sendo utilizadas para o tratamento de diarreia e hepatite. Outras espécies desse mesmo gênero são utilizadas no preparo de um refrigerante no Ceará. Há também o gênero Neea, encontrado no cerrado brasileiro, suas folhas servem para o preparo de um tipo de chá. 
Quanto à ornamentação, a que mais se destaca é a Bougainvillea glabra, sendo conhecida popularmente como, Primavera, Três-Marias, ou ainda como Riso-do-prado no Nordeste. É uma espécie nativa do Brasil, com brácteas altamente coloridas em rosa, lilás, vermelho ou em pequenas flores brancas, sendo utilizada em vasos e jardineiras.
Destaca-se também o gênero Mirabilis com a famosa “maravilha” (Mirabilis jalapa), sendo também conhecida por “bonina” no Nordeste. Trata-se de uma planta herbácea, com flores em cor branca, vermelha, rosa e lilás, sendo empregadas em vasos e jardineiras, além de ser uma planta utilizada na formação de maciços em muros. Suas folhas novas, quando cozidas, são comestíveis. As raízes possuem aplicações na medicina popular, com propriedades diuréticas, antidiarréica, antidisentérica, antileucorréica e antisifilítica.